# Sontoku Ninomiya
Sontoku Ninomiya (en japonés: 二宮 尊徳), nacido como Kinjirō Ninomiya (en japonés: 二宮 金次郎) (Kayama (栢山), provincia de  Ashigarakami-gun Sagami, 1787 - 1856) fue un líder agrario, pensador, filósofo, moralista y economista japonés. Pertenecía a una familia de campesinos pobres pero llegó a convertirse en un importante propietario de tierras gracias a su trabajo y voluntad. Su talento fue reconocido por los gobernantes de su época que le enconmendaron importantes labores en el desarrollo de las zonas rurales.
Ninomiya enlazó en su filosofía las ideas tradicionales de los principales sistemas de pensamiento de la época, es decir, del Confucianismo, Budismo y Sintoísmo. A pesar de no dejar nada escrito, sus pensamientos fueron posteriormente transcritos por algunos de sus discípulos, entre ellos Tomita Takayoshi, Fukuzumi Masae y Saitō Takayuki.